# Divergens sorozat
Egy sorozat divergens, ha nem határozható meg egy konkrét érték, mely felé a sorozat tagjai tartanak. Más megfogalmazásban, egy sorozat divergens, ha nem konvergens. Ekkor ha a sorozat bármely tagja körül meghatározunk egy körzetet (egy tetszőleges számot – küszöbindexet –, amivel legfeljebb el lehet térni tőle), akkor azt vehetjük észre, hogy a sorozat tagjai elvándorolnak ettől, esetleg bolyonganak (oszcillálnak) benne.

## Matematikai definíciója

### Metrikus terekben
{\displaystyle (K,d)} metrikus tér
{\displaystyle a_{n}\in K,n\in \mathbb {N} } mely szerint {\displaystyle a\ } tehát {\displaystyle K\ } elemeiből alkotott sorozat
ha a következő teljesül:
{\displaystyle \forall {\alpha \in K}\ \exists {\epsilon >0}\ \forall n_{0}\in \mathbb {N} \ \exists n\in \mathbb {N} :(n>n_{0}\ \land d\left(a_{n},\alpha \right)>\epsilon )}
akkor a sorozat divergens, és nincs határértéke.

### Számtestekben
{\displaystyle K} számtest
{\displaystyle a_{n}\in K,n\in \mathbb {N} } mely szerint {\displaystyle a\ } tehát {\displaystyle K\ } elemeiből alkotott sorozat
ha a következő teljesül:
{\displaystyle \forall {\alpha \in K}\ \exists {\epsilon >0}\ \forall n_{0}\in \mathbb {N} \ \exists n\in \mathbb {N} :(n>n_{0}\ \land \mid a_{n}-\alpha \mid >\epsilon )}
akkor a sorozat divergens, és nincs határértéke.
Megjegyzés: minden K számtest metrikus tér a {\displaystyle d(a,b)\ :=\ \mid a-b\mid } metrikával, ahol az |a−b| függvény az a,b elemek különbségének abszolútértéke; azaz |x| := {z∈K | (z=x ∨ z=−x) ∧ z>0 }.

## Példák
{\displaystyle {n\in \mathbb {N} },{a_{n}\in \mathbb {R} }}
{\displaystyle a_{n}={(-1)^{n}\ }}
ennek a sorozatnak minden páros eleme 1, minden páratlan eleme −1
{\displaystyle a_{n}=n\ }
ennek a sorozatnak nincs határértéke {\displaystyle \mathbb {R} \ }-ben.